# Ridgecrest (Kalifornia)
Ridgecrest – miasto w Stanach Zjednoczonych, w stanie Kalifornia, w hrabstwie Kern. Według spisu ludności przeprowadzonego przez United States Census Bureau, w roku 2010 miasto Ridgecrest miało 27 616 mieszkańców.